# Buttadeus
Johannes Buttadeus ist eine literarische Figur, die sich im 13. und im 15. Jahrhundert in Italien entwickelte und heute als letzte bekannte Vorläuferfigur des Ewigen Juden Ahasverus gilt. Die berühmteste Quelle für die Figur ist das Werk De Astronomia Tractatus X des italienischen Astronomen Guido Bonatti aus dem 13. Jahrhundert (erstmals gedruckt 1491, in deutscher Übersetzung 1572).

## Inhalt von Berichten des 13. und 15. Jahrhunderts
Im Jahr 1267 erscheint Johannes Buttadeus gemäß Guido Bonatti in Forlì; er befindet sich auf einer Reise zum Heiligen Jakob. Im Verlauf des 15. Jahrhunderts wird in verschiedenen Städten Italiens über das Auftauchen eines mysteriösen Wanderers berichtet, der sich ebenfalls Johannes Buttadeus nennt. In Siena begegnet er den Bewohnern der Stadt und begeistert sich für die Gemälde des Andrea Vanni, die Christi Kreuzigung zeigen. 1415 erscheint Buttadeus in Begleitung seines Freundes Antonio di Francesco di Andrea in Florenz, verweilt dort – wie in allen Provinzen Italiens, durch die er sich bewegt – lediglich drei Tage und begibt sich wieder auf Wanderschaft. Buttadeus wandert barfuß, ist reich und arbeitet als Wahrsager und Zeitzeuge für vergangene Ereignisse. Offenbar ist er ein Scharlatan, der sich durch die Leichtgläubigkeit der Menschen Einfluss und Reichtum zu sichern vermag. Er spricht alle Sprachen und Dialekte. Seine Art des Wanderns unterscheidet sich dabei von anderen Vorgängern Ahasvers wie etwa Cartaphilus oder Jürgen, wie Pöhlmann (2007) betont:
„Joannes Buttadeus ist kein Pilger, er ist der erste professionelle Wanderer, der von Jahrhundert zu Jahrhundert die Welt durchzieht, kein Ziel hat, nirgends beheimatet ist.“

## Herkunft des Namens
Der Name Buttadeus geht auf die lateinischen Wörter battuere / battere (‚schlagen, klopfen‘) und deus (‚Gott‘) zurück. Er lässt sich folglich mit „Schlage-Gott“ übersetzen. Im Verlaufe der Zeit erscheint der Name in verschiedenen Varianten: Johannes Buddeus, Johannes Buttadeus, Ioannes Buttadeus, Ioannes Buttadius, Buttadeus, Giovanni Buttadeo, Jean Boutedieu.

## Überlieferung
Die Überlieferungsgeschichte der Buttadeus-Figur stellt sich als überaus komplex dar. Die erste Erwähnung der Buttadeus-Legende stammt von Burchard von Straßburg aus dem Jahre 1180/1190. Eine weitere Ausgestaltung der Erzählung findet Ende des 13. Jahrhunderts durch Guido Bonatti in seinem Werk De Astronomia Tractatus X statt. Diese Quelle wird 1491 zunächst in lateinischer Sprache, 1572 in deutscher Sprache in Basel gedruckt. Umfassend dokumentiert ist die gemeinsame Reise von Buttadeus und seinem Freund Antonio di Francesco di Andrea durch Florenz in dessen Bericht aus dem Jahre 1415. Später wird Buttadeus in den Chroniken des Sienaer Chronisten Sigismondo Tizio erwähnt. Ser Mariano da Siena schildert in seinem Werk Viaggio in Terra Santa fatto e descritto da Ser Mariano da Siena nel secolo XV letztmalig ein Aufeinandertreffen mit Buttadeus im Jahre 1431. Die präziseste Ausgestaltung der Figur wurde von Francesco di Andrea vorgenommen.

## Deutung
Buttadeus gehört gemäß Appel (2022) zu den wenigen Vorläuferfiguren der Gestalt des Ewigen Juden, die „von jeglichem religiösen Fundament [unabhängig] zu sehen“ sei. Die Geschichte von Buttadeus lasse – anders als Vorläuferfiguren wie Malchus oder Cartaphilus – keine religiösen Motive wie in der später erscheinenden Kurtzen Beschreibung und Erzehlung von einem Juden mit Namen Ahasverus erkennen. In der Figur des Buttadeus sei weder eine Markierung als Jude noch seine Deutung als Unsterblicher (bis zu einer möglichen Erlösung am Jüngsten Tag) zu erkennen. Gleichwohl wird der Fluch, der in der Kurzen Beschreibung über Ahasver ausgesprochen wird, auch in Bonattis Bericht von Buttadeus erwähnt.
Obwohl Anderson in seiner Bewertung der Figur von einer „nahezu voll entwickelten Version der (…) eigentlichen Legende vom wandernden Juden“ spricht, stehen insbesondere die Figurenmerkmale des Reichtums und der Scharlatanerie bei Buttadeus in starkem Missverhältnis zur ärmlichen und genügsamen Zeichnung des späteren Ahasverus.